# 5 Wojskowy Szpital Kliniczny z Polikliniką w Krakowie
5 Wojskowy Szpital Kliniczny z Polikliniką – Samodzielny Publiczny Zakład Opieki Zdrowotnej im. gen. bryg. prof. Mariana Garlickiego (5 WSzK) – samodzielny publiczny zakład opieki zdrowotnej będący szpitalem, utworzony przez Ministerstwo Obrony Narodowej. Znajduje się w Krakowie przy ul. Wrocławskiej 1–3.

## Historia
Po zajęciu w 1846 roku, przez Austrię, Rzeczypospolitej Krakowskiej, na Wawelu armia austriacka urządziła koszary artylerii i szpital wojskowy.
W 1905 cesarz Franciszek Józef I wyraził zgodę na opuszczenie przez wojska austriackie wawelskiego wzgórza. Warunkiem było wybudowanie przez miasto Kraków nowych koszar dla artylerzystów i nowego szpitala. Obydwa obiekty powstały ze społecznych składek, koszary przy ul. Rakowickiej a szpital garnizonowy przy dzisiejszej ul. Wrocławskiej. Były to peryferie, za linią likwidowanych otaczających miasto umocnień i starych okopów.
Budowę szpitala, według projektu austriackiego inżyniera wojskowego Maksymiliana Hoffmana rozpoczęto w 1907 a został oddany do użytku w 1911. Budynki posiadają wiele elementów secesji.
Był to 15 Garnizonowy Szpital Wojskowy austro-węgierskiej armii.
Podczas Wielkiej Wojny leczono w nim żołnierzy austriackich, w tym polskich legionistów oraz żołnierzy niemieckich. W szpitalu był leczony i zmarł austriacki poeta Georg Trakl, co upamiętnia okolicznościowa tablica.
W listopadzie 1918 roku szpital został przejęty przez Wojsko Polskie. Utworzono Wojskowy Szpital Okręgowy na 700 łóżek. Pierwszym jego komendantem został ppłk dr med. Ignacy Zieliński. Sprawował swoją funkcję do czerwca 1920.
W latach 1939–1945 był szpitalem niemieckiego Wehrmachtu.
W 1945 rozpoczęto organizację 5 Wojskowego Szpitala Okręgowego na 600 łóżek. Pierwszym jego komendantem został kpt. lek. med. Piotr Zawadzki.
Od 1 stycznia 1999 roku na bazie 5 Wojskowego Szpitala Klinicznego z Polikliniką powołano 5 Wojskowy Szpital Kliniczny z Polikliniką Samodzielny Publiczny Zakład Opieki Zdrowotnej. Nadzór merytoryczny nad działalnością Szpitala sprawuje Minister Obrony Narodowej.
17 lutego 2005 minister obrony narodowej decyzją nr 34/MON dla upamietnienia daty przemianowania 5 Wojskowego Szpitala Rejonowego na 5 Wojskowy Szpital Kliniczny z Polikliniką ustanowił dzień 6 kwietnia dorocznym świętem szpitala.

Insygnia
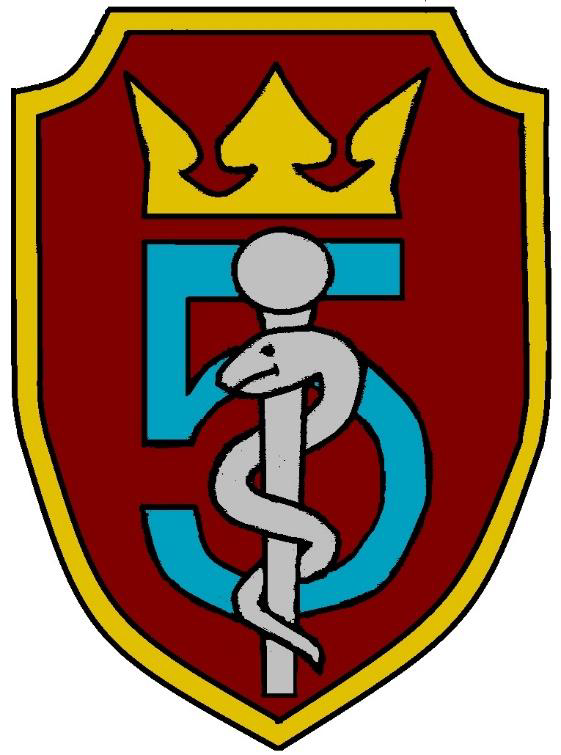
Oznaka rozpoznawcza na mundur wyjściowy (2020)
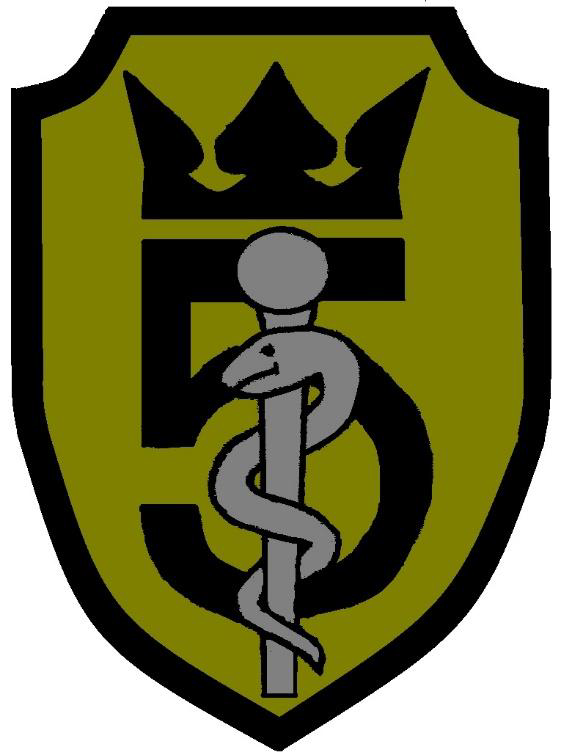
Oznaka rozpoznawcza na mundur polowy (2020)

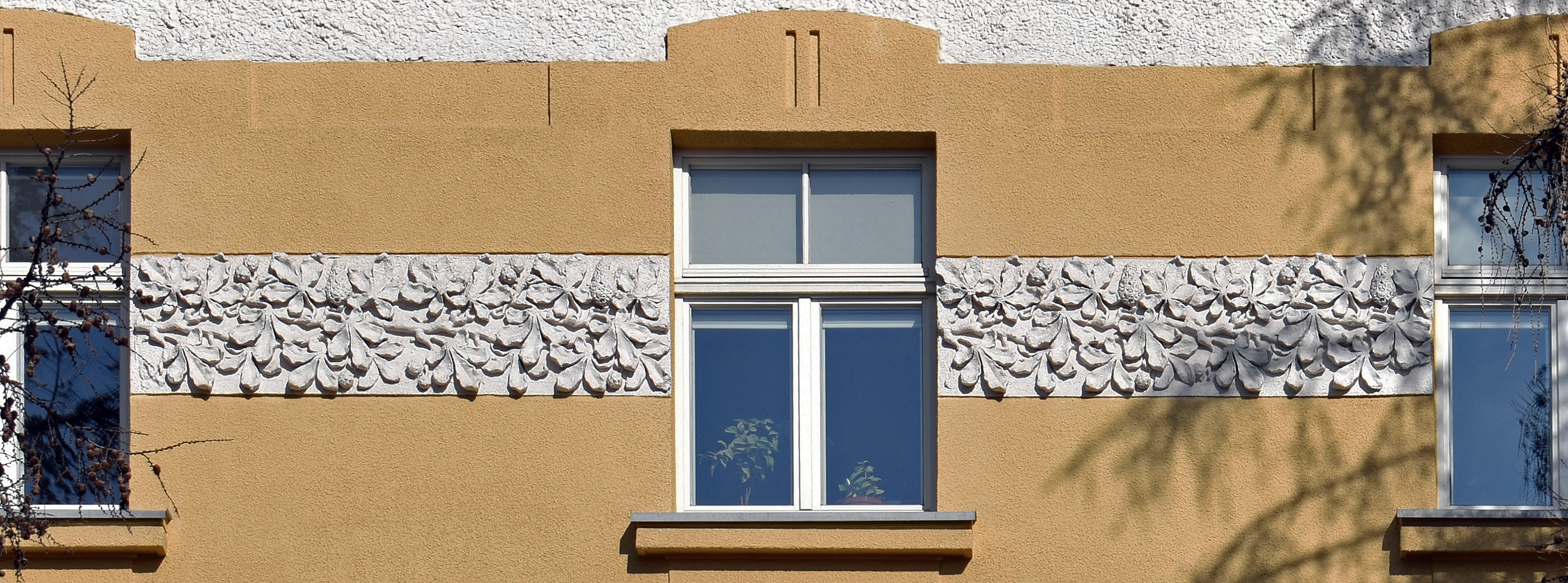
Fryz na budynku, kwiaty i liście kasztanowca.
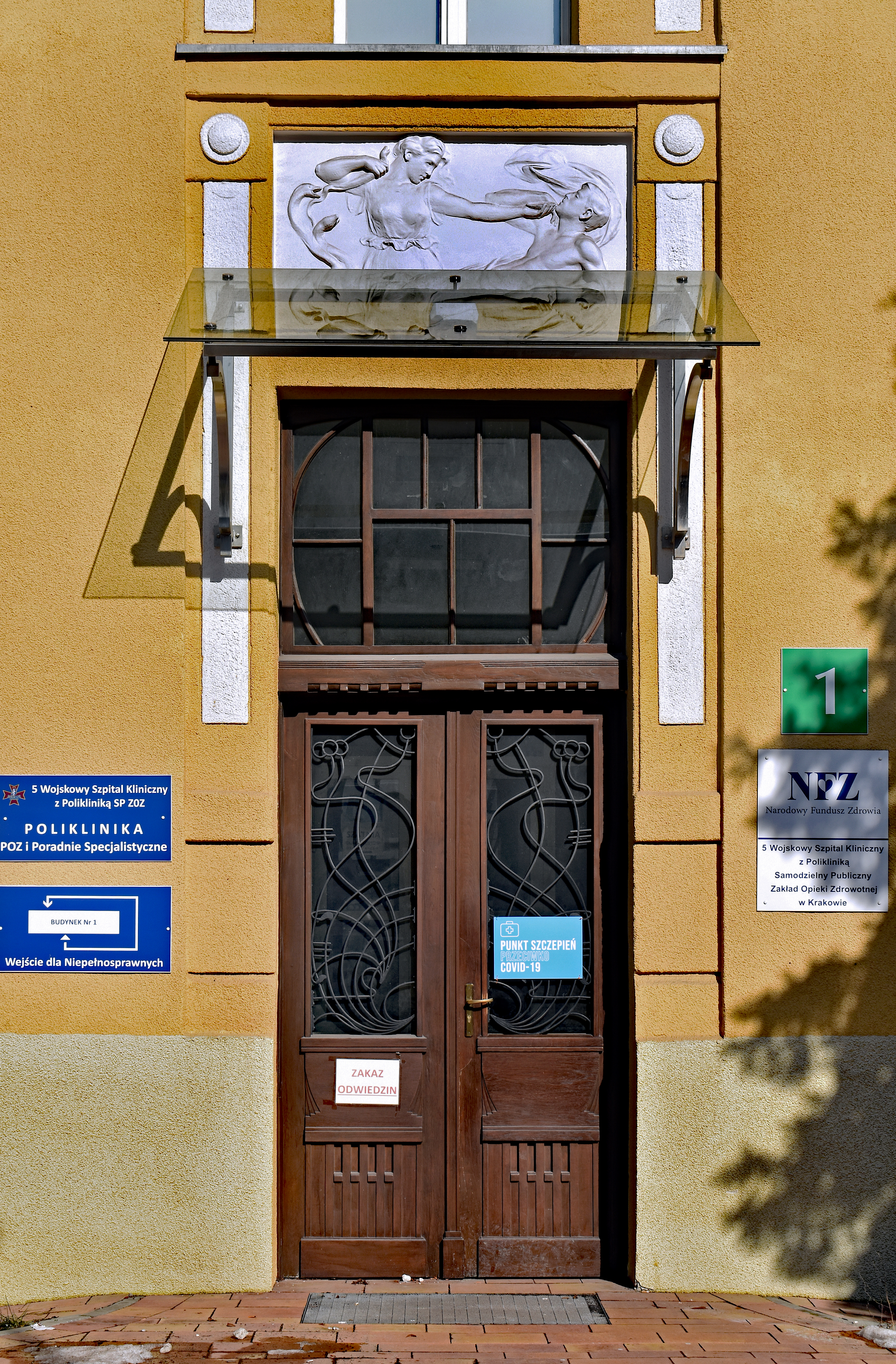
Drzwi i płaskorzeźba.
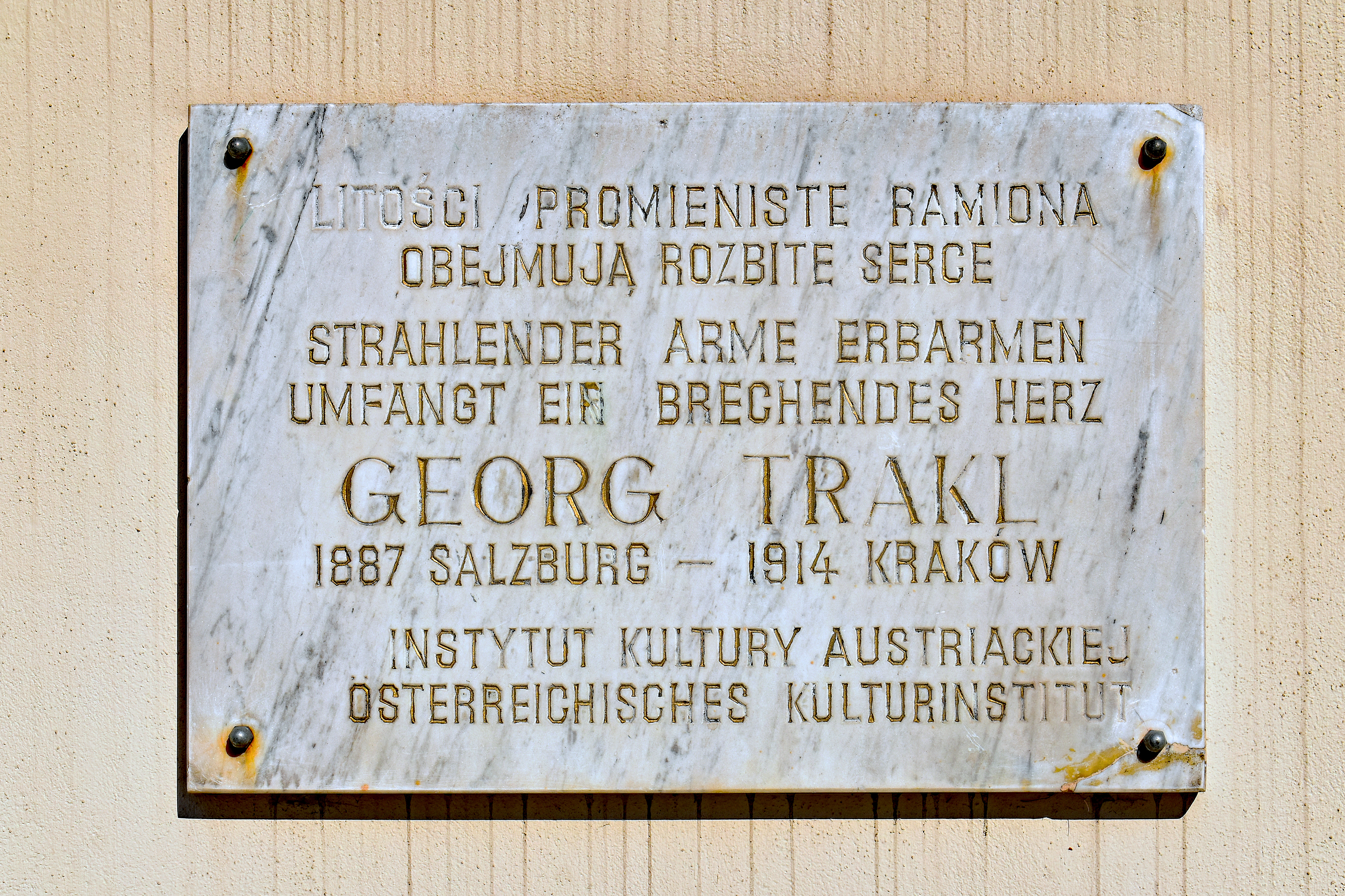
Tablica upamiętniająca Georga Trakla.

## Źródła
- Oficjalna strona szpitala